# Strongylosoma coniferum
Strongylosoma coniferum är en mångfotingart som beskrevs av Attens 1898. Strongylosoma coniferum ingår i släktet Strongylosoma och familjen orangeridubbelfotingar. Inga underarter finns listade i Catalogue of Life.